# Domenico Bastianini
Domenico Bastianini (Tuscania, 24 agosto 1900 – Mar Mediterraneo, 29 marzo 1941) è stato un militare e marinaio italiano, insignito della medaglia d'oro al valor militare alla memoria nel corso della seconda guerra mondiale.

## Biografia
Nacque a Tuscania il 24 agosto 1900.  Conseguito la laurea in ingegneria navale presso la Scuola Superiore Politecnica di Napoli nell'agosto del 1922, nel settembre dello stesso anno, dopo aver superato gli esami di concorso, venne nominato tenente del Genio Navale in servizio permanente effettivo a nomina diretta ed ammesso a frequentare i corsi presso la Regia Accademia Navale di Livorno. Al termine dei Corsi in Accademia prestò servizio, in tempi successivi: presso la Direzione delle Costruzioni Navali di La Spezia, e all'Ufficio Tecnico del Genio Navale (Navalgenio) di Trieste ed ebbe importanti imbarchi su varie unità di superficie. Dal dicembre 1931 al dicembre 1934, divenuto capitano, fu Assistente Tecnico dell'Addetto Navale presso l'Ambasciata a Londra e successivamente partecipo poi alle operazioni militari in Spagna ed alla Campagna per l'occupazione dell'Albania. Dal 1938 al 1939, divenuto maggiore del genio navale, prestò servizio presso il Comitato progetti navi del Ministero della Marina in forza alla Direzione delle Costruzioni Navali e Meccaniche. Promosso tenente colonnello si imbarcò dapprima sull'incrociatore pesante incrociatore Trento a bordo del quale  partecipò alla battaglia di Punta Stilo, e dal 24 dicembre 1940 sull'incrociatore pesante Zara con l'incarico di Capo Servizio G.N. aggiunto della Squadra Navale.
Nel corso della battaglia di Matapan del 28-29 marzo 1941 lo Zara, che alzava l'insegna del Comando della 1ª Divisione Incrociatori diresse, con il gemello Fiume e 4 cacciatorpediniere, per portare assistenza all'incrociatore Pola, silurato ed immobilizzato la sera dello stesso 28 marzo. Le unità italiane vennero sorprese dalle navi britanniche, comprendenti le navi da battaglia Valiant, Barham, e Warspite, delle quali non era nota la loro presenza nella zona.  Improvvisamente colpito dal tiro nemico che provocò gravi avarie, vasti incendi e l'immobilizzazione della nave, il comandante Luigi Corsi decise di autoaffondare lo Zara. Con fredda determinazione e con l'aiuto di pochi animosi egli si portò nei locali inferiori con l'intento di aprire le valvole, al fine di accelerare l'affondamento della nave, e scomparve con essa. Fu insignito della medaglia d'oro al valor militare alla memoria.

### Riconoscimenti
A Bastianini è stato intitolato, il 17 maggio 1957, il Gruppo Scuole C.E.M.M. di La Maddalena, attualmente Scuola sottufficiali della Marina Militare di La Maddalena. A Tuscania gli è stata dedicata una Piazza; a Viterbo gli è stata dedicata una Via.